# إنجو شرام
إنجو شرام Ingo Schramm (ولد في 25 أكتوبر 1962 في لايبزج) هو كاتب ألماني.
انتقل مع والديه إلى برلين الشرقية عام 1966. عمل أمين مكتبة في عامي 82/1983 في هاله على الزاله. وفي نفس الوقت بدأ في نشر أعماله الأدبية الخاصة. ويقيم منذ عام 1990 في برلين ككاتب مستقل.
كتب العديد من الروايات والقصائد والمسرحيات الإذاعية. منح في عام 2001 منحة دراسية من قصر فيبرسدورف.

## من أعماله
- جبن السمك 2000

## وصلات خارجية
- إنجو شرام على موقع مونزينجر (الألمانية)